# Jonathan Barnes
Pour les articles homonymes, voir Barnes.
Jonathan Barnes, né le 26 décembre 1942 à Much Wenlock dans le Shropshire, est un philosophe britannique. Il a enseigné pendant 25 ans à Oxford, puis à l'université de Genève et enfin à l'université Paris-Sorbonne. Spécialiste de philosophie ancienne, il a notamment traduit les présocratiques, Aristote, Sextus Empiricus, Alexandre d'Aphrodise, Porphyre, etc. Ses interprétations illustrent l'approche analytique de l'histoire de la philosophie. Il est le frère du romancier Julian Barnes.

## Biographie
Ses études se sont faites au Balliol College de l'université d'Oxford, où il enseigna.
Il a enseigné le philosophie antique de 1994 à 2003 à l'université de Genève. Il enseigne actuellement à l'Université de Paris-Sorbonne.

## Publications principales
- (Éd.) avec Malcolm Schofield et Richard Sorabji, Articles on Aristotle (4 vol.), London, Duckworth, 1975.
- The Presocratic Philosophers (2.vol), London, Routledge and Kegan Paul, 1979.
- Éd.) avec Malcolm Schofield et Myles Burnyeat, Doubt and dogmatism : studies in Hellenistic epistemology, Oxford, Clarendon Press, 1980.
- (Éd.) avec Julia Annas, The Modes of scepticism : ancient texts and modern interpretations, C.U.P., 1985.
- (Éd.) avec Mario Mignucci, Matter and Metaphysics (Symposium Hellenisticum IV), Napoli, Bibliopolis, 1888.
- Éd.) avec Miriam Griffin, Philosophia togata : essays on philosophy and Roman society, Oxford, Clarendon press, 1989.
- The toils of scepticism, Cambridge, C.U.P., 1994.
- The Cambridge Companion to Aristotle, Cambridge, C.U.P., 1996.
- (Éd.) avec Miriam Griffin, Philosophia togata II : Plato and Aristotle at Rome
- Truth, etc.: six lectures on ancient logic, Oxford, Clarendon Press, 2007.

## Traductions en langue anglaise
- Aristotle, Posterior Analytics, Oxforf, Clarendon Press, "Clarendon Aristotle Series", 1975.
- Sextus Empiricus, Outlines of scepticism, C.U.P., 1994.
- Porphyry, Introduction, Oxford, Clarendon press, 2003

## Collaboration

### Introduction
- (texte, traduction et commentaire par Maddalena Bonelli ; avec une introduction de Jonathan Barnes) Timée le Sophiste, Lexique platonicien, Leiden, Brill, 2007.

## Sur Jonathan Barnes
- Jean-Michel Vienne, Philosophie analytique et histoire de la philosophie, Paris, Vrin, coll. « Problèmes et controverses », 1997.